# Parc des Chutes-de-Shawinigan
Parc des Chutes-de-Shawinigan är en park i Kanada.   Den ligger i provinsen Québec, i den sydöstra delen av landet, 260 km nordost om huvudstaden Ottawa. Parc des Chutes-de-Shawinigan ligger 88 meter över havet.
Terrängen runt Parc des Chutes-de-Shawinigan är platt. Närmaste större samhälle är Shawinigan, 3,5 km norr om Parc des Chutes-de-Shawinigan. 
I omgivningarna runt Parc des Chutes-de-Shawinigan växer i huvudsak blandskog. Runt Parc des Chutes-de-Shawinigan är det ganska glesbefolkat, med 43 invånare per kvadratkilometer.